# Kohlhiesels Töchter (1920)
Kohlhiesels Töchter is een Duitse filmkomedie uit 1920 onder regie van Ernst Lubitsch. De film is gebaseerd op een Duits volkstoneelstuk en is een variatie op The Taming of the Shrew van William Shakespeare.

## Verhaal
De Beierse herbergier Mathias Kohlhiesel heeft twee dochters, Liesel en Gretel. Vrienden Xaver en Seppl zijn beiden verliefd op Gretel. Vader Kohlhiesel wil Gretel enkel ten huwelijk geven aan Xaver wanneer ook haar oudere zus Liesel een echtgenoot vindt. Seppl raadt Xaver aan om zelf eerst te trouwen met de boerse Liesel. 

## Rolverdeling
| Acteur                | Personage          |
| --------------------- | ------------------ |
| Henny Porten          | Liesel Gretel      |
| Emil Jannings         | Peter Xaver        |
| Jakob Tiedtke         | Mathias Kohlhiesel |
| Gustav von Wangenheim | Paul Seppl         |

## Ontvangst
Na de première werd de film licht aangepast vanwege de censuur die de originele versie ongeschikt vond voor een jeugdig publiek. De film kende een groot succes bij het Duitse publiek en werd Lubitsch' populairste film gedraaid in Duitsland. Filmcriticus Luciano Palumbo bestempelde de film als meer dan slapstick waarin al elementen van de Lubitsch touch te vinden zijn, zoals in de openingsscène met Gretel en de venter. Rainer Rother van de Deutsche Kinemathek noemde de dubbelrol van Henny Porten briljant, terwijl Palumbo er enkel een filmgag in zag. Voor hem tilde vooral het acteerwerk van Emil Jannings de prent op tot een hoger niveau.

## Restauratie
Het originele negatief van de film is verloren gegaan. Drie onvolledige nitraatkopieën van de film werden ingescand en samengevoegd op initiatief van de Friedrich-Wilhelm-Murnau-Stiftung. De gerestaureerde versie ging in première op het Internationaal filmfestival van Berlijn 2024.
Schuhpalast Pinkus (1916) · Wenn vier dasselbe tun (1917) · Die Augen der Mumie Ma (1918) · Carmen (1918) · Rausch (1919) · Die Puppe (1919) · Meine Frau, die Filmschauspielerin (1919) · Die Austernprinzessin (1919) · Meyer aus Berlin (1919) · Madame DuBarry (1919) · Sumurun (1920) · Anna Boleyn (1920) · Die Bergkatze (1921) · Das Weib des Pharao (1922) · Die Flamme (1923) · Rosita (1923) · The Marriage Circle (1924) · Three Women (1924) · Forbidden Paradise (1924) · Kiss Me Again (1925) · Lady Windermere's Fan (1925) · So This Is Paris (1926) · The Student Prince in Old Heidelberg (1927) · The Patriot (1928) · Eternal Love (1928) · The Love Parade (1929) · Monte Carlo (1930) · The Smiling Lieutenant (1931) · Broken Lullaby (1932) · One Hour with You (1932) · Trouble in Paradise (1932) · Design for Living (1933) · The Merry Widow (1934) · Angel (1937) · Bluebeard's Eighth Wife (1938) · Ninotchka (1939) · The Shop Around the Corner (1940) · That Uncertain Feeling (1941) · To Be or Not to Be (1942) · Heaven Can Wait (1943) · A Royal Scandal (1945) · Cluny Brown (1946) · That Lady in Ermine (1948)